# ستيفن مكجليدي
ستيفن مكجليدي (بالإنجليزية: Stephen McGlede) مواليد 13 أبريل 1969 في فيكتوريا، هو دراج أسترالي. شارك في دورة الألعاب الأولمبية الصيفية وفاز بميدالية أولمبية.

## الميداليات
| الميدالية | المسابقة                       |
| --------- | ------------------------------ |
| فضية      | الألعاب الأولمبية الصيفية 1992 |
| برونزية   | الألعاب الأولمبية الصيفية 1988 |

## روابط خارجية
- ستيفن مكجليدي على موقع أرشيف الدراجات (الإنجليزية)
- ستيفن مكجليدي على موقع إحصائيات الدراجات الإحترافية (الإنجليزية)
- ستيفن مكجليدي على موقع أوليمبيديا (الإنجليزية)
- ستيفن مكجليدي على موقع اللجنة الأولمبية الأسترالية (الإنجليزية)